# Rullskidskytte
Rullskidskytte eller sommarskidskytte är en sommarvariant av skidskytte, där skidorna ersatts av rullskidor. Sporten används bland annat för att ge skidskyttar träning under sommarsäsongen.